# Ukraine aux Jeux olympiques d'hiver de 1994
Cet article contient des informations sur la participation et les résultats de l'Ukraine aux Jeux olympiques d'hiver de 1994 qui ont eu lieu à Lillehammer en Norvège. Il s'agit de la première participation du pays en tant que nation indépendante. Auparavant, les athlètes ukrainiens participaient dans l'équipe unifiée aux Jeux olympiques d'hiver de 1992.

## Médaillés
| Médaille | Nom                      | Sport               | Épreuve              |
| -------- | ------------------------ | ------------------- | -------------------- |
| Or       | Oksana Baiul             | Patinage artistique | Individuel femmes    |
| Bronze   | Valentina Tserbe-Nessina | Biathlon            | Sprint 7,5 km femmes |

## Résultats

### Ski alpin
Femme
| Athlète             | Épreuve      | Finale        | Finale           | Finale   | Finale           | Finale           |
| Athlète             | Épreuve      | Manche 1      | Manche 2         | Manche 3 | Total            | Rang             |
| ------------------- | ------------ | ------------- | ---------------- | -------- | ---------------- | ---------------- |
| Olha Lohinova       | Super-G      |               |                  |          | 1 min 30 s 00    | 40               |
| Olha Lohinova       | Descente     |               |                  |          | 1 min 43 s 07    | 37               |
| Olha Lohinova       | Combiné      | 1 min 33 s 29 | 54 s 26          | 51 s 88  | 3 min 19 s 43    | 18               |
| Olha Lohinova       | Slalom géant | 1 min 26 s 78 | Disqualifiée     |          | N'a pas terminée | N'a pas terminée |
| Olha Lohinova       | Slalom       | 1 min 03 s 49 | Disqualifiée     |          | N'a pas terminée | N'a pas terminée |
| Khrystyna Podrushna | Descente     |               |                  |          | 1 min 46 s 96    | 42               |
| Khrystyna Podrushna | Combiné      | 1 min 35 s 21 | N'a pas terminée |          | N'a pas terminée | N'a pas terminée |

### Biathlon
Homme
| Épreuve      | Athlète         | Manqués 1 | Temps         | Rang |
| ------------ | --------------- | --------- | ------------- | ---- |
| Sprint 10 km | Ivan Maksymov   | 3         | 31 min 52 s 7 | 47   |
| Sprint 10 km | Valentyn Dzhima | 3         | 31 min 31 s 8 | 40   |
| Sprint 10 km | Toras Dolniy    | 1         | 30 min 16 s 6 | 18   |

| Épreuve | Athlète           | Temps             | Manqués | Temps ajusté 2    | Rang |
| ------- | ----------------- | ----------------- | ------- | ----------------- | ---- |
| 20 km   | Vitaliy Mohilenko | 58 min 07 s 7     | 3       | 1 h 01 min 07 s 7 | 26   |
| 20 km   | Roman Zvonkov     | 1 h 00 min 06 s 8 | 0       | 1 h 00 min 06 s 8 | 14   |
| 20 km   | Toras Dolniy      | 56 min 51 s 1     | 3       | 59 min 51 s 1     | 12   |

Relais hommes 4 × 7,5 km
| Athlètes                                                     | Course    | Course            | Course |
| Athlètes                                                     | Manqués 1 | Temps             | Rang   |
| ------------------------------------------------------------ | --------- | ----------------- | ------ |
| Vitaliy Mohilenko Toras Dolniy Valentyn Dzhima Roman Zvonkov | 4         | 1 h 35 min 48 s 0 | 15     |

Femme
| Épreuve       | Athlète                  | Manqués 1 | Temps         | Rang |
| ------------- | ------------------------ | --------- | ------------- | ---- |
| Sprint 7,5 km | Maryna Skolota           | 3         | 28:11.3       | 33   |
| Sprint 7,5 km | Olena Zubrilova          | 2         | 27 min 06 s 8 | 14   |
| Sprint 7,5 km | Valentina Tserbe-Nessina | 0         | 26 min 10 s 0 | 3    |

| Épreuve | Athlète         | Temps            | Manqués | Temps ajusté 2   | Rang |
| ------- | --------------- | ---------------- | ------- | ---------------- | ---- |
| 15 km   | Olena Petrova   | N'a pas terminée | –       | N'a pas terminée | –    |
| 15 km   | Nadiya Billova  | 51 min 44 s 3    | 3       | 54 min 44 s 3    | 13   |
| 15 km   | Olena Zubrilova | 50 min 40 s 4    | 4       | 54 min 40 s 4    | 12   |

Relais femmes 4 × 7,5 km
| Athlètes                                                              | Course    | Course            | Course |
| Athlètes                                                              | Manqués 1 | Temps             | Rang   |
| --------------------------------------------------------------------- | --------- | ----------------- | ------ |
| Valentina Tserbe-Nessina Maryna Skolota Olena Petrova Olena Zubrilova | 3         | 1 h 54 min 26 s 5 | 5      |

1Un tour de pénalité de 150 mètres doit être skiée pour chaque cible manquée. 

2Une minute ajoutée par cible manquée.

### Bobsleigh
| Athlète                                                        | Épreuve      | Finale   | Finale   | Finale   | Finale   | Finale        | Finale |
| Athlète                                                        | Épreuve      | Manche 1 | Manche 2 | Manche 3 | Manche 4 | Total         | Rang   |
| -------------------------------------------------------------- | ------------ | -------- | -------- | -------- | -------- | ------------- | ------ |
| Oleksiy Zhukov Oleksandr Bortiuk                               | Bob à deux   | 54 s 71  | 54 s 64  | 54 s 78  | 54 s 61  | 3 min 38 s 74 | 32     |
| Oleksiy Zhukov Andriy Petukhov Vasyl Lantukh Oleksandr Bortiuk | Bob à quatre | 53 s 61  | 53 s 75  | 53 s 99  | 53 s 97  | 3 min 35 s 32 | 27     |

### Ski de fond
Femme
| Épreuve                | Athlète                 | Course            | Course |
| Épreuve                | Athlète                 | Temps             | Rang   |
| ---------------------- | ----------------------- | ----------------- | ------ |
| 5 km classique         | Iryna Taranenko-Terelia | 15 min 46 s 0     | 29     |
| 10 km poursuite2 libre | Iryna Taranenko-Terelia | 30 min 38 s 2     | 20     |
| 15 km libre            | Iryna Taranenko-Terelia | 45 min 19 s 1     | 27     |
| 30 km classique        | Iryna Taranenko-Terelia | 1 h 31 min 26 s 5 | 20     |

2 Départ différé, basé sur les résultats du 5 km.

### Patinage artistique
Homme
| Athlète         | Programme court | Programme libre | Total points pondérés | Rang |
| --------------- | --------------- | --------------- | --------------------- | ---- |
| Viktor Petrenko | 9               | 4               | 8,5                   | 4    |

Femme
| Athlète          | Programme court | Programme libre | Total points pondérés | Rang |
| ---------------- | --------------- | --------------- | --------------------- | ---- |
| Liudmila Ivanova | 19              | 23              | 32,5                  | 22   |
| Elena Liashenko  | 17              | 19              | 27,5                  | 19   |
| Oksana Baiul     | 2               | 1               | 2,0                   | 1    |

Couples
| Athlètes                        | Programme court | Programme libre | Total points pondérés | Rang |
| ------------------------------- | --------------- | --------------- | --------------------- | ---- |
| Elena Belousovskaya Igor Malyar | 18              | 17              | 24,5                  | 16   |

Danse sur glace
| Athlètes                              | Danse imposée 1 | Danse imposée 2 | Danse originale | Danse libre | Total points pondérés | Rang |
| ------------------------------------- | --------------- | --------------- | --------------- | ----------- | --------------------- | ---- |
| Svetlana Chernikova Alexandr Sosnenko | 19              | 19              | 19              | 19          | 38,0                  | 19   |
| Irina Romanova Igor Yaroshenko        | 7               | 7               | 7               | 7           | 14,0                  | 7    |

### Ski acrobatique
| Athlète    | Épreuve | Qualification | Qualification | Final        | Final        |
| Athlète    | Épreuve | Points        | Rang          | Points       | Rang         |
| ---------- | ------- | ------------- | ------------- | ------------ | ------------ |
| Serhiy But | Saut    | 171,19        | 16            | Non qualifié | Non qualifié |

| Athlète             | Épreuve | Qualification | Qualification | Finale | Finale |
| Athlète             | Épreuve | Points        | Rang          | Points | Rang   |
| ------------------- | ------- | ------------- | ------------- | ------ | ------ |
| Nataliya Shertsneva | Saut    | 147,78        | 9 Q           | 154,88 | 5      |
| Inna Paliyenko      | Saut    | 146,18        | 11 Q          | 135,28 | 11     |

### Luge
| Athlète                     | Épreuve       | Finale   | Finale   | Finale   | Finale   | Finale         | Finale |
| Athlète                     | Épreuve       | Manche 1 | Manche 2 | Manche 3 | Manche 4 | Total          | Rang   |
| --------------------------- | ------------- | -------- | -------- | -------- | -------- | -------------- | ------ |
| Natalia Yakushenko          | Simple femmes | 49 s 233 | 49 s 304 | 49 s 413 | 49 s 428 | 3 min 17 s 378 | 8      |
| Igor Urbanski Andrey Mukhin | Doubles       | 48 s 728 | 48 s 963 |          |          | 1 min 37 s 691 | 8      |

### Combiné nordique
Individuel hommes
Épreuves:
- saut à ski avec un tremplin normal
- ski de fond pendant 15 km (Départ différé, basé sur les résultats du saut à ski.)

| Athlète           | Épreuve    | Saut à ski | Saut à ski | Ski de fond Temps | Total Rang |
| Athlète           | Épreuve    | Points     | Rang       | Ski de fond Temps | Total Rang |
| ----------------- | ---------- | ---------- | ---------- | ----------------- | ---------- |
| Dmytro Prosvirnin | Individuel | 208,5      | 13         | 45 min 04 s 8     | 16         |

### Saut à ski
| Athlète          | Épreuve         | Premier tour | Premier tour | Finale | Finale | Finale |
| Athlète          | Épreuve         | Points       | Rang         | Points | Total  | Rang   |
| ---------------- | --------------- | ------------ | ------------ | ------ | ------ | ------ |
| Vasyl Hrybovychn | Grand tremplin  | 40.8         | 50           | 42.3   | 83.1   | 52     |
| Vasyl Hrybovychn | Tremplin normal | 56,0         | 58           | 46,0   | 102,0  | 56     |

### Patinage de vitesse
Homme
| Épreuve | Athlète          | Course        | Course |
| Épreuve | Athlète          | Temps         | Rang   |
| ------- | ---------------- | ------------- | ------ |
| 500 m   | Oleh Kostromitin | 37 s 50       | 23     |
| 1 000 m | Oleh Kostromitin | 1 min 15 s 95 | 33     |
| 1 500 m | Yuriy Shulha     | 1 min 54 s 28 | 10     |
| 5 000 m | Yuriy Shulha     | 6 min 59 s 32 | 21     |